# Nausziphanész
Nausziphanész (i. e. 4. század) görög filozófus.
Teószról származott, Démokritosz iskolájához tartozott. Diogenész Laertiosz Pürrhón és a szkeptikusok tanítványának mondja, állítólag Epikurosz is az ő tanítványa volt. Semmi közelebbi adatunk sincs róla. Diogenész Laertiosz szerint Epikuroszra nagy hatással volt szkeptikus felfogásával és logikájával. Munkái nem maradtak fenn.